# Bildung durch Sprache und Schrift
Bildung durch Sprache und Schrift ist ein wissenschaftlich begleitetes Entwicklungs- und Forschungsprogramm, um die Maßnahmen zur Sprachförderung, Sprachdiagnostik und Leseförderung im Elementar- und Primarbereich sowie in der Sekundarstufe I zu verbessern. Das Programm „Bildung durch Sprache und Schrift“ ist auch unter dem Akronym BiSS bekannt, wobei in dem Akronym „Bildung“ offenbar entgegen gängiger Handhabung mit „Bi“ abgekürzt wurde. Das Entwicklungs- und Forschungsprogramm geht zurück auf eine gemeinsame Initiative des Bundesministeriums für Bildung und Forschung (BMBF), des Bundesministeriums für Familie, Senioren, Frauen und Jugend (BMFSFJ) sowie der Kultusministerkonferenz (KMK) und der Konferenz der Jugend- und Familienminister (JFMK) der Länder. Diese wurde am 18. Oktober 2012 am Rande des Plenums der Kultusministerkonferenz in Hamburg der Öffentlichkeit vorgestellt. Durch das Projekt sollen die zahlreichen Angebote zur Sprachförderung, Sprachdiagnostik und Leseförderung in den Bundesländern im Hinblick auf ihre Wirksamkeit und Effizienz wissenschaftlich überprüft und weiterentwickelt werden. Grundlage des Programms ist eine Expertise, die zentrale Handlungsschwerpunkte für den Elementarbereich, den Primarbereich und den Sekundarbereich und Vorschläge für eine Umsetzung unterbreitet. Das fünfjährige Forschungs- und Entwicklungsprogramm ist zum 1. September 2013 gestartet. Über 400 Schulen (Grundschulen und weiterführende Schulen), mehr als 200 Kindergärten und Kindertagesstätten und 180 Partner wie z. B. Universitäten, Stiftungen, Vereine, Volkshochschulen und Bibliotheken haben sich zu insgesamt 101 BiSS-Verbünden zusammengeschlossen. Sie wurden mit ihren Konzepten zur sprachlichen Bildung und Förderung für die Teilnahme an dem Programm ausgewählt.
Das Programm BiSS wird von einem Trägerkonsortium koordiniert und unterstützt. Daran sind das Mercator-Institut für Sprachförderung und Deutsch als Zweitsprache der Universität zu Köln (Koordination), das Institut zur Qualitätsentwicklung im Bildungswesen (IQB) an der Humboldt-Universität zu Berlin und das Deutsche Institut für Internationale Pädagogische Forschung in Frankfurt (DIPF) beteiligt.
Kritiker bemängeln an dem Projekt, dass es keinen Beitrag zur Grundlagenforschung leiste, obwohl dort noch großer Bedarf bestehe. Stattdessen übertrage man ungeprüft Erkenntnisse aus dem englischsprachigen Bereich und setze ganz auf den Anwendungsbezug.